# Zoolander
Zoolander är en amerikansk film från 2001, av och med Ben Stiller.
År 2016 fick filmen en uppföljare, Zoolander 2.

## Handling
Modebranschen hotas av att införandet av minimilön i Malaysia ska göra ett slut på barnarbetet där, ett villkor för att modebranschen ska kunna sy upp billiga kläder. Genom att hjärntvätta en av branschens mest firade manliga modeller, Derek Zoolander, ska man få denna att utföra ett attentat mot Malaysias premiärminister.

## Om filmen
Filmen är bannlyst i Malaysia för det uppdiktade mordet på landets premiärminister. Filmen var tidigare även bannlyst i Singapore.

## Rollista (urval)
- Ben Stiller - Derek Zoolander
- Owen Wilson - Hansel McDonald
- Christine Taylor - Matilda Jeffries
- Will Ferrell - Jacobin Mugatu/Jacob Moogberg/Little Cletus
- Milla Jovovich - Katinka Ingabogovinanana
- Jerry Stiller - Maury Ballstein
- David Duchovny - J.P. Prewitt
- Jon Voight - Larry Zoolander
- Vince Vaughn - Luke Zoolander
- Alexander Skarsgård - Meekus
- Jennifer Coolidge - amerikansk designer
- James Marsden - John Wilkes Booth

Som sig själva:
- David Bowie
- Paris Hilton
- Billy Zane
- Cuba Gooding Jr
- Natalie Portman
- Victoria Beckham
- Winona Ryder
- Donald Trump
- Tommy Hilfiger
- Tom Ford
- Christian Slater
- Heidi Klum
- Gwen Stefani
- Lenny Kravitz
- Lil' Kim
- Claudia Schiffer
- Lance Bass
- Fabio
- Fred Durst